# Феризово
Феризово, Феризович или Урошевац (на албански: Ferizaj; на сръбски: Урошевац или Uroševac; на турски: Ferizoviç) е град в Косово. Градът е административен център на едноименната община Феризово и на Феризовски окръг. Феризово има население от 94 277 души (2005).
На север от Феризово се намира американската военна база Бондстийл.

## История
До 1873 година, когато е построена косовската железопътна линия, на мястото на днешния Феризово се намира част от землището на село Никодим и ханът на Фериз бей. Градът се развива след посторояването на железницата като търговски център на пътя между Скопие и Прищина. В него се заселват албанци, изгонени от Сърбия след 1878 г., босненски мюсюлмански бежанци, православни и католически жители на Призрен, косовски цигани, цинцари от Македония. Към 1913 година Феризово има 400 къщи и 200 дюкяна.
Край града са погребани 432 български войници и офицери от Първата световна война.